# Graškolika grahorica
Graškolika grahorica (žućkastobijela grahorica, grahor grašoliki; lat. Vicia pisiformis), trajnica iz porodice 
mahunarki raširena po Europi, zapadnom Sibiru i Kavkazu; raste i u Hrvatskoj.
Vicia pisiformis naraste do 1,8 m (6 stopa). Vrsta je hermafrodit (ima muške i ženske organe) i oprašuju je kukci.
Preferira vlažno i dobro drenirano tlo.

## Sinonimi:
- Cracca pisiformis (L.) Opiz
- Ervilia pisiformis (L.) Schur
- Ervum pisiforme (L.) Peterm.
- Vicia ochroleuca Gilib.
- Vicilla pisiformis (L.) Schur

- V. pisiformis
- V. pisiformis
- V. pisiformis
- V. pisiformis